# Xandria
Gli Xandria sono un gruppo musicale fondato a Bielefeld in Germania nel 1997.

## Storia del gruppo
Dopo vari demo e buoni successi su diversi portali MP3, pubblicarono nel 2003 il loro primo album Kill the Sun, che arrivò alla posizione 98 nella classifica tedesca.

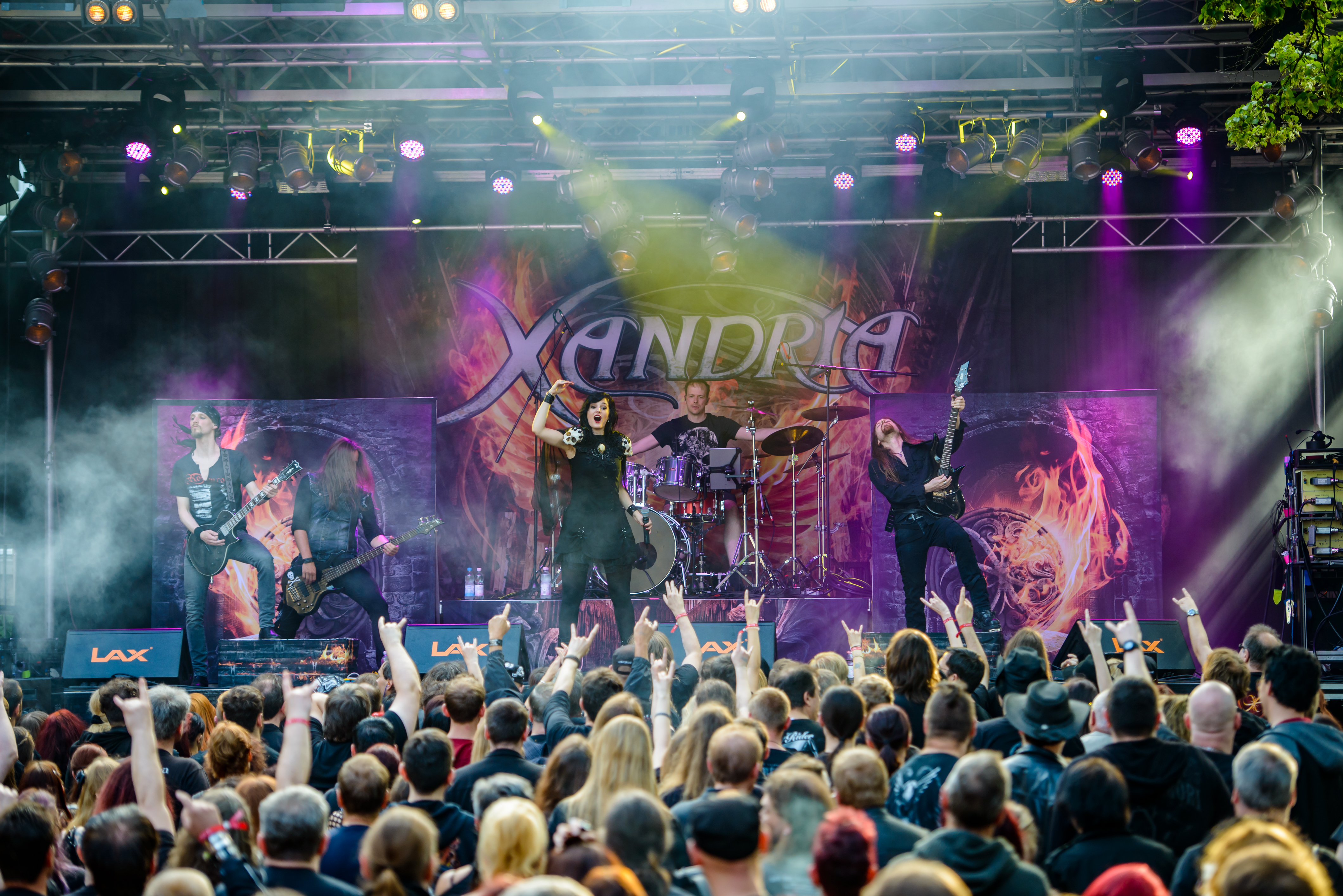
Gli Xandria al Rock Castle 2016

Il loro secondo album è Ravenheart (2004), che restò in classifica per 7 settimane al 36º posto.
Nel 2005 gli Xandria hanno pubblicato il loro terzo album India maggiormente orientato verso il symphonic metal. Inoltre dal 14 dicembre 2006, hanno iniziato a registrare il loro quarto album intitolato Salomé - The Seventh Veil che è stato pubblicato il 25 marzo 2007.
Dal 30 aprile 2008 Lisa Middelhauve non è più la cantante degli Xandria. Ha lasciato la band per motivi personali e per il disagio di essere la leader della band. A lungo il gruppo ha cercato una nuova voce per poter rimpiazzare l'ex componente. Il 6 giugno 2008 esce la prima greatest hits degli Xandria, Now & Forever - Best of Xandria, con 20 canzoni, tra cui alcune inedite o pubblicate come bonus track, i videoclip di Ravenheart, Save My Life e Eversleeping e un'intervista sul futuro della band.
Finalmente l'8 febbraio 2009 la band annuncia ai fan il nome della nuova cantante, Kerstin Bishof. Il 18 febbraio 2010 sul sito ufficiale appare la notizia che Kerstin Bishof ha lasciato il gruppo per ragioni personali e di lavoro; Il 20 dicembre dello stesso anno viene annunciato che Manuela Kraller è la nuova cantante.
Il nuovo album "Neverworld's end" viene pubblicato nel 2012; segue una tournée che li porta a percorrere l'Europa con gli Epica e gli Stream of Passion
Il 25 ottobre del 2013, un po' a sorpresa, sul sito ufficiale della band viene pubblicata la notizia che Manuela Kraller ha lasciato la band per seguire altri percorsi artistici; al suo posto subentra Dianne Van Giersbergen, cantante degli Ex libris. Nel 2014 esce il nuovo album Sacrificium.
Il 22 aprile 2015 il gruppo annuncia la pubblicazione dell'EP Fire & Ashes, previsto per il 31 luglio 2015, composto sia da brani inediti che da cover.
Il 23 settembre 2016 viene annunciato Theater of Dimensions, sesto album in studio, la cui pubblicazione è prevista per il 27 gennaio 2017; pochi giorni dopo viene rivelata la lista delle tracce dell'album. Il 25 novembre 2016 vengono pubblicati, su SoundCloud, degli estratti dai brani Where the Heart is Home, Song for Sorrow and Woe, Ceilí e When the Walls Came Down (Heartache Was Born).
Il 12 settembre 2017 la band annuncia l'uscita dal gruppo della cantante Dianne Van Giersbergen, sostituita da Aeva Maurelle, cantante degli Aeverium, per le date del tour europeo di novembre e dicembre. Van Giersbergen ha lasciato il gruppo a causa di problemi di salute personali.

## Formazione

### Formazione attuale
- Marco Heubaum – chitarra, tastiere (1997-presente)
- Ambre Vourvahis – voce (2022-presente)
- Rob Klawonn – chitarra (2022-presente)
- Tim Schwarz - basso (2022-presente)
- Dimitros Gatsios – batteria (2022-presente)

### Turnisti
- Aeva Maurelle – voce (2017)

### Ex componenti
- Niki Weltz – batteria (1994-1997)
- Andreas Litschel – tastiera (1996-1997)
- Manuel Vinke – chitarra (1996-1997)
- Nicole Tobien – voce (1997)
- Holger Vester – basso (1997)
- Jens Becker – chitarra (1999-2000)
- Roland Krueger – basso (1999-2004)
- Andreas Maske – chitarra (2000-2001)
- Lisa Middelhauve – voce, pianoforte (2000-2008)
- Nils Middelhauve – basso (2004-2012)
- Kerstin Bischof – voce (2009-2010)
- Manuela Kraller – voce (2010-2013)
- Dianne van Giersbergen – voce  (2013-2017)
- Philip Restemeier – chitarra (2001-2022)
- Steven Wussow – basso (2013-2022)
- Gerit Lamm – batteria (1997-2022)

## Discografia

### Album in studio
- 2003 – Kill the Sun
- 2004 – Ravenheart
- 2005 – India
- 2007 – Salomé - The Seventh Veil
- 2012 – Neverworld's End
- 2014 – Sacrificium
- 2017 – Theater of Dimensions
- 2023 – The Wonders Still Awaiting

### Raccolte
- 2008 – Now & Forever - Best of Xandria

### EP
- 2015 – Fire & Ashes

### Demo
- 1997 – Xandria
- 2000 – Kill the Sun

### Singoli
- 2004 – Eversleeping
- 2022 – Reborn
- 2022 – You Will Never Be Our God